# 鼎脈灰蜻
鼎脈灰蜻 （學名：Orthetrum triangulare）是蜻蜓科下的一種蜻蜓，見於亞洲的山地、池澤地區。